# Cydonia Mensa

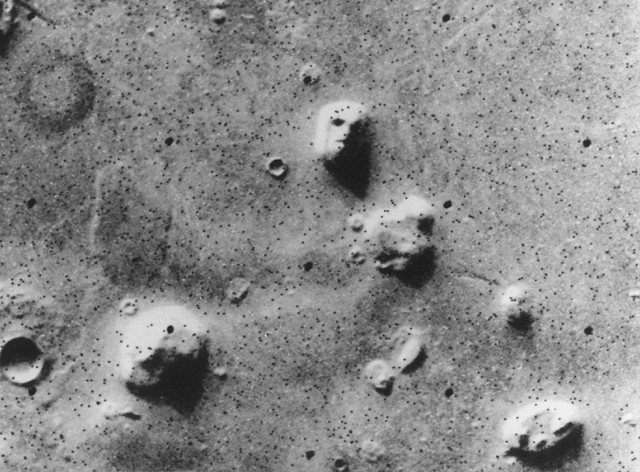
Gezicht op Mars foto door Viking 1, 1976 (Marsfoto PIA01141)

Cydonia Mensa is een geërodeerde tafelberg (mensa of mesa) op Mars, die in 1976 gefotografeerd werd tijdens het Vikingprogramma. De foto werd op 25 juli 1976 gemaakt om een geschikte landingsplek te vinden voor de Viking 2 die op 7 augustus 1976 de planeet Mars zou bereiken. Cydonia is een vlakte op het noordelijk halfrond van Mars met talrijke tafelbergen.

## Optische illusie
Het gezicht sprak mensen tot de verbeelding. Sommigen geloofden dat dit was achtergelaten door een intelligente beschaving. Andere foto's van dezelfde locatie toonden echter aan dat deze rotsformatie niet de vorm van een gezicht had, maar enkel onder deze specifieke belichting de vage indruk van een menselijk gezicht geeft. Het is een bekend fenomeen in de psychologie dat mensen de neiging hebben om herkenbare patronen, en dan vooral gezichten, te zien in willekeurige schakeringen zoals wolken, papiergeld, koffiedrab en natuurlijk ook bergen op Mars. Deze optische illusie wordt pareidolie genoemd.
De mediahype in de Verenigde Staten rond Cydonia en het gezicht onderbrak de serieuze analyse van beeldmateriaal.

## Geschiedenis
De standaardtheorie houdt in dat in het verleden het oppervlak van Mars werd opgewarmd door vulkanen. Hierdoor ontdooide het bevroren grondwater dat aan de oppervlakte vrijkwam. Daardoor werd grond weggespoeld en ontstond er een landschap van geïsoleerde heuvels en tafelbergen, waarvan Cydonia mensae een voorbeeld is.

### Astronomie
- Viking Project, NASA
- Mars Express, ESA (NASA page)
- Mars Global Surveyor, NASA
- Hoge resolutie beelden van Cydonia, Mars Express sonde
- Astronomy Picture of the Day 25-9-06, recent beeld van het gezicht
- Astronomy Picture of the Day 26-9-06, recent beeld van Cydonia (met het gezicht)
- Bespreking van Mars Orbiting Camera en het gezicht, Malin Space Science Systems (ook Gezicht op Mars)
- Cydonia Mensae op Google Mars
- Beelden van Cydonia, onafhankelijke analyse
- Interactive 3D "Face on Mars", Shockwave stuk op MarsQuest Online.

### "Gezicht op Mars" alsartefact
- Ruimtelijk beeld van het gezicht
- The Enterprise Mission, Hoaglands officiële website
- The Hidden Records, officiële website van een boek door Wayne Herschel
- Face on Mars, artikel in de Skeptic's Dictionary
- Hoagland debunking at Bad Astronomy, bespreking over (pseudo)wetenschap en Cydonia
- Locatie van het gezicht op Mars op Geody, gelinkt naar NASA WorldWind